# Албал
Албал (на испански: Albal) е град и община в Испания, Валенсийска общност, провинция Валенсия, комарка Уерта Сур. Според Националния статистически институт на Испания през 2013 г. общината има 15 893 жители.